# Theridion emertoni
Theridion emertoni är en spindelart som beskrevs av Lucien Berland 1920. Theridion emertoni ingår i släktet Theridion och familjen klotspindlar. Inga underarter finns listade i Catalogue of Life.